# Đầu nối điện

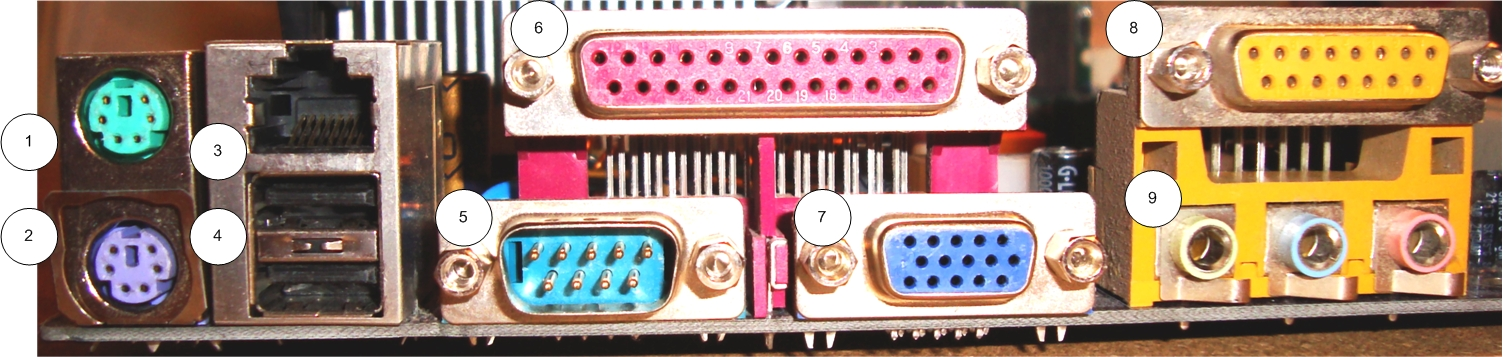
Các đầu nối máy tính PC những năm 2000

Đầu nối điện là loạt các linh kiện điện tử được sử dụng để kết nối các đầu cuối của các thiết bị điện tử để tạo ra một mạch điện. Thông thường "đầu nối" được hiểu là linh kiện chế sẵn theo quy cách xác định, song cũng có trường hợp đặc biệt được chế riêng cho thiết bị điện tử đặc biệt nào đó.
Các đầu nối điện bao gồm các chân cắm (plug, đầu cắm đực) và đầu cắm (jack, đầu cắm cái). Kết nối có thể là tạm thời, như thiết bị di động, đòi hỏi một công cụ để lắp ráp và tháo dỡ, hoặc phục vụ như một mối nối điện cố định giữa hai dây hoặc thiết bị. Đôi khi một bộ chuyển đổi được sử dụng để kết nối các đầu nối không giống nhau.

## Một số đầu nối

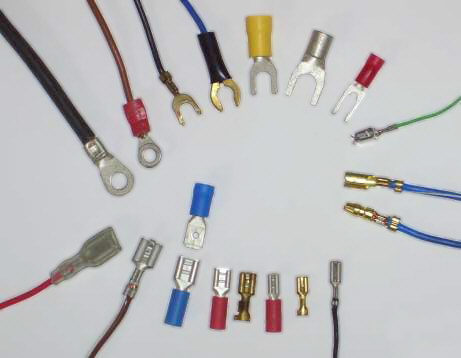
Đầu nối lá
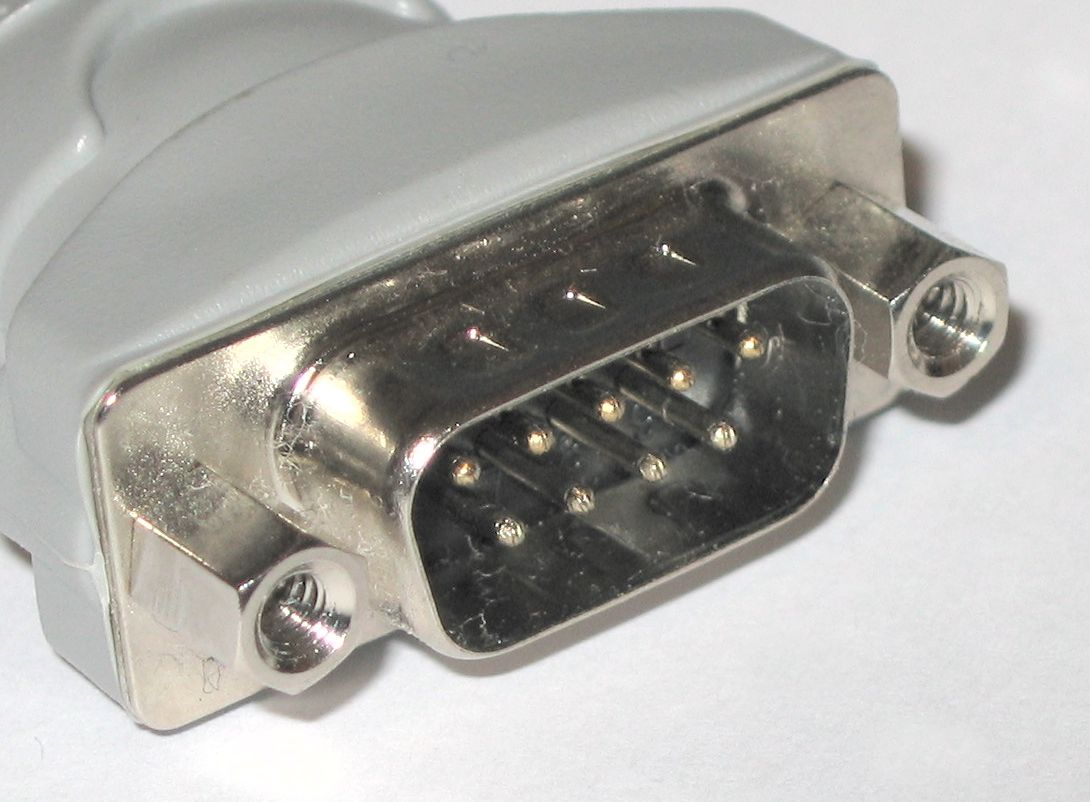
Đầu cắm đực DE-9
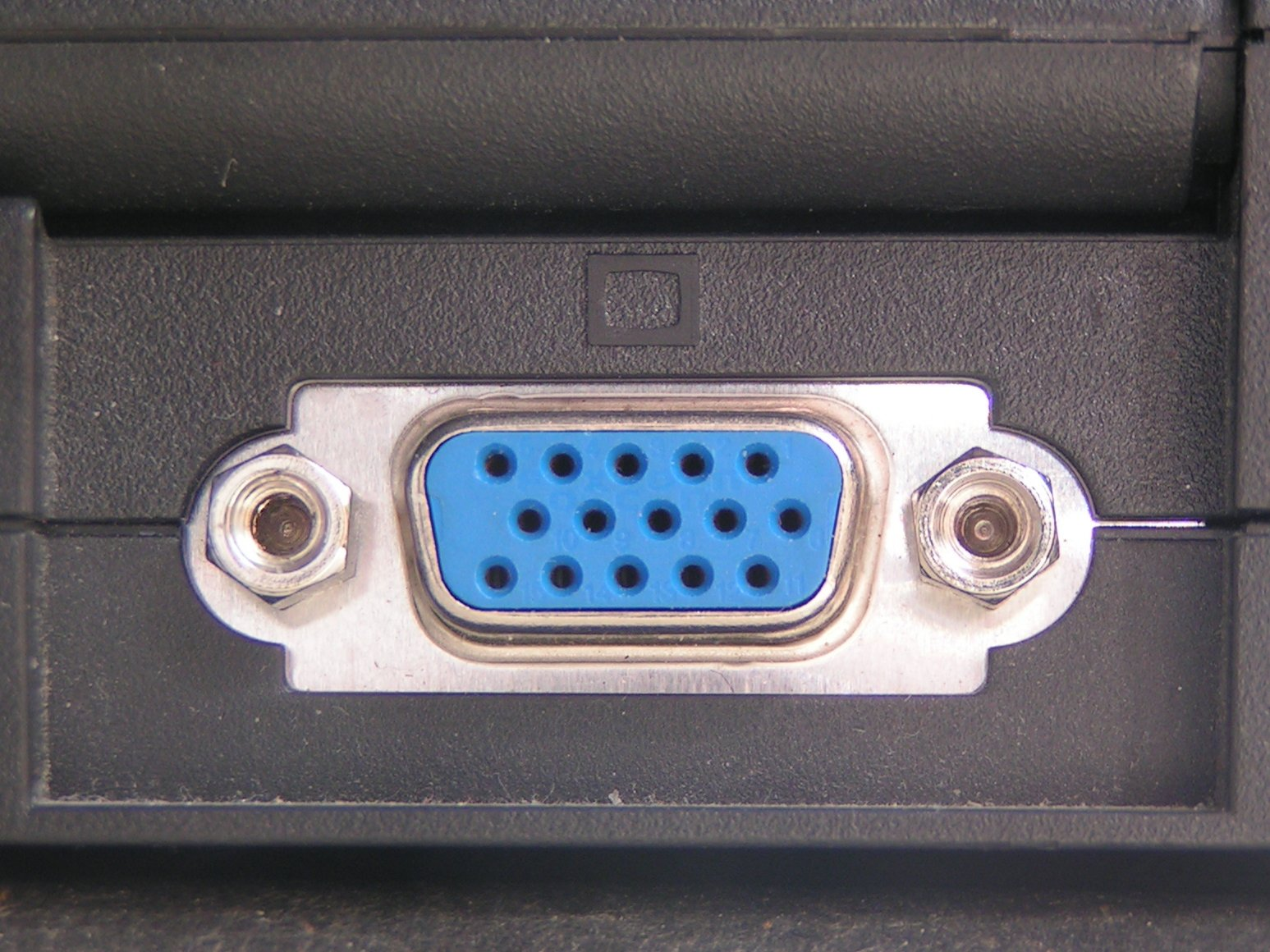
Đầu nối VGA
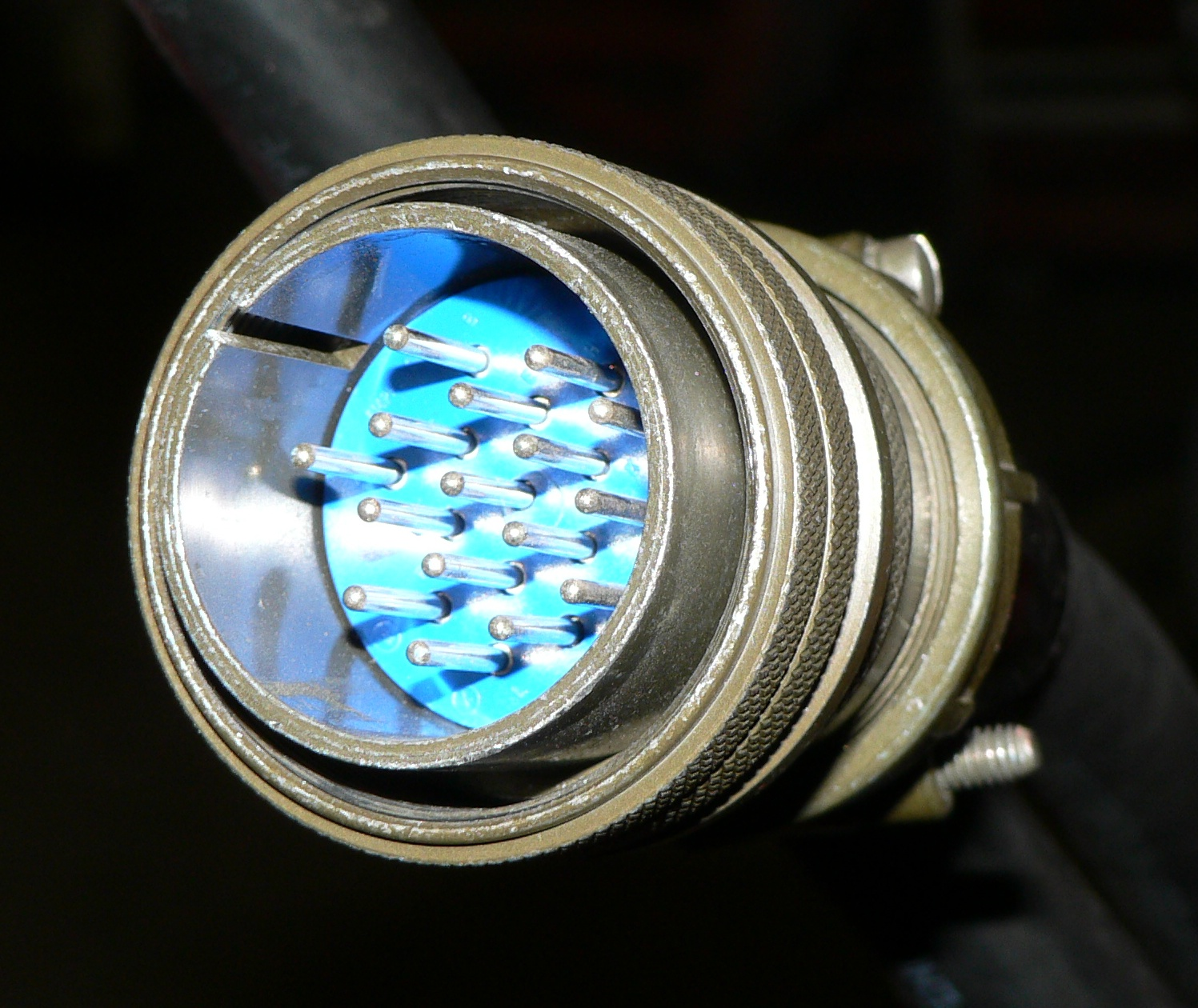
Đầu cắm đực Amphenol
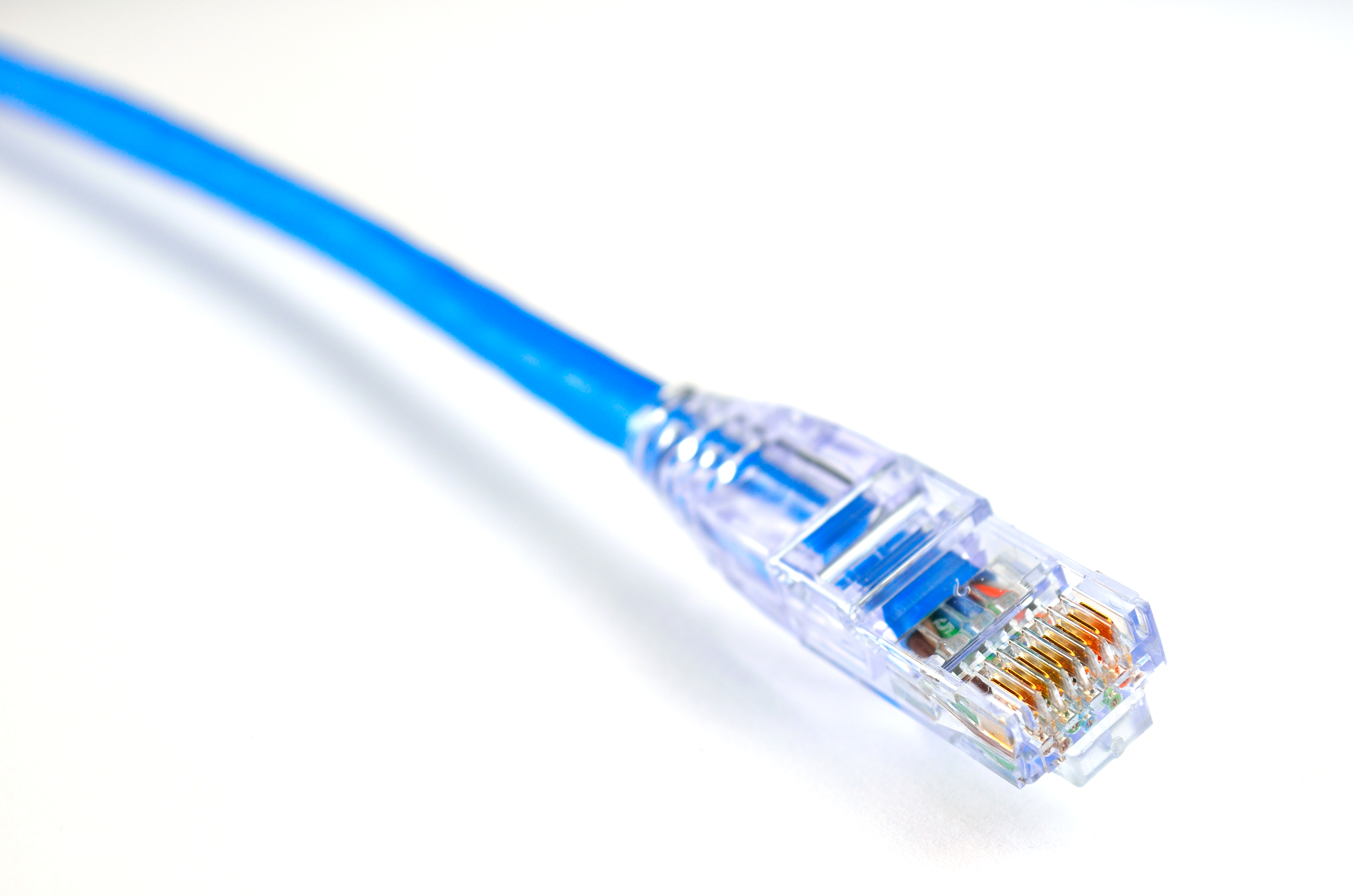
Đầu cáp Ethernet
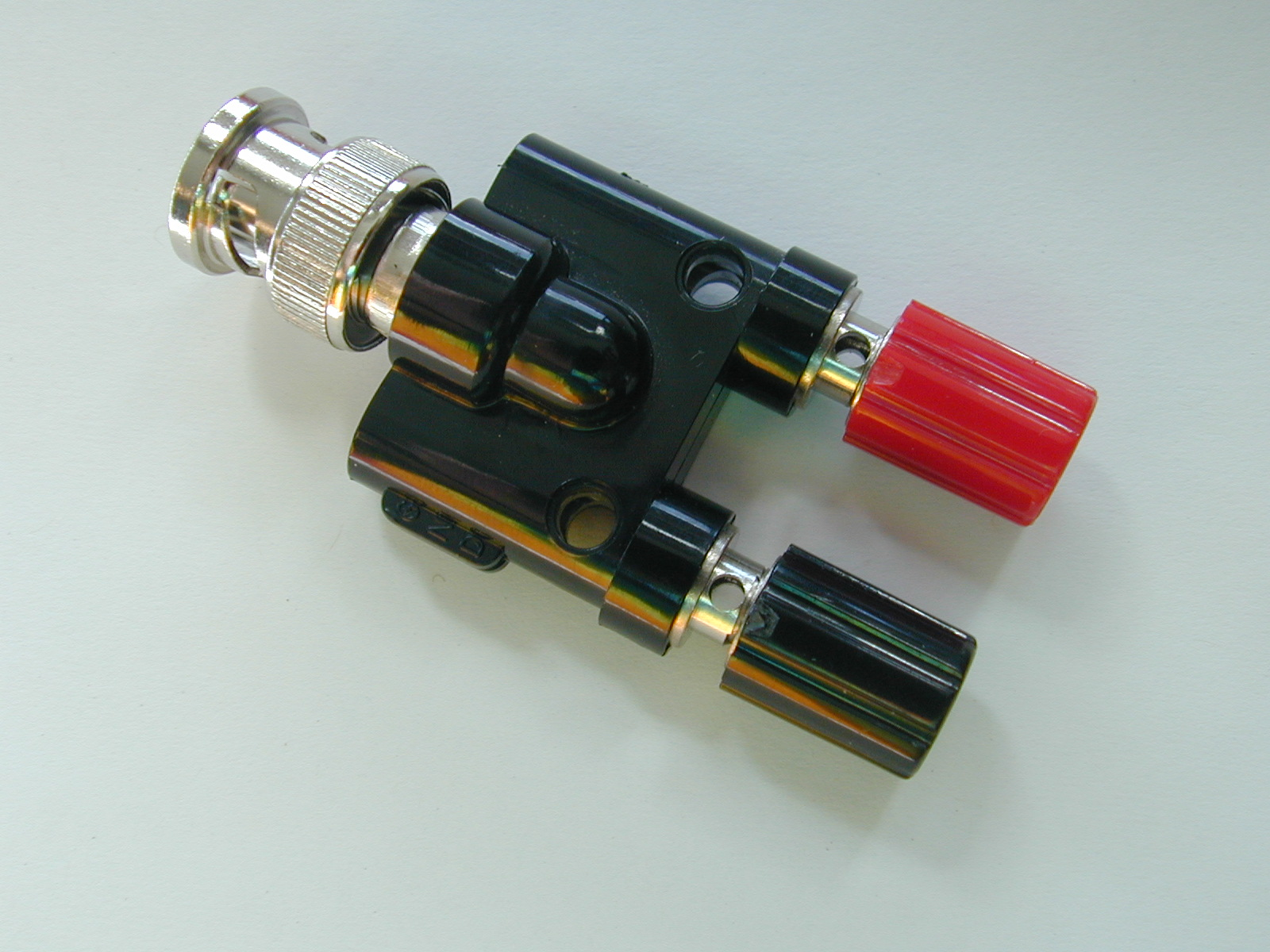
Chuyển đổi dây sang đầu nối RF
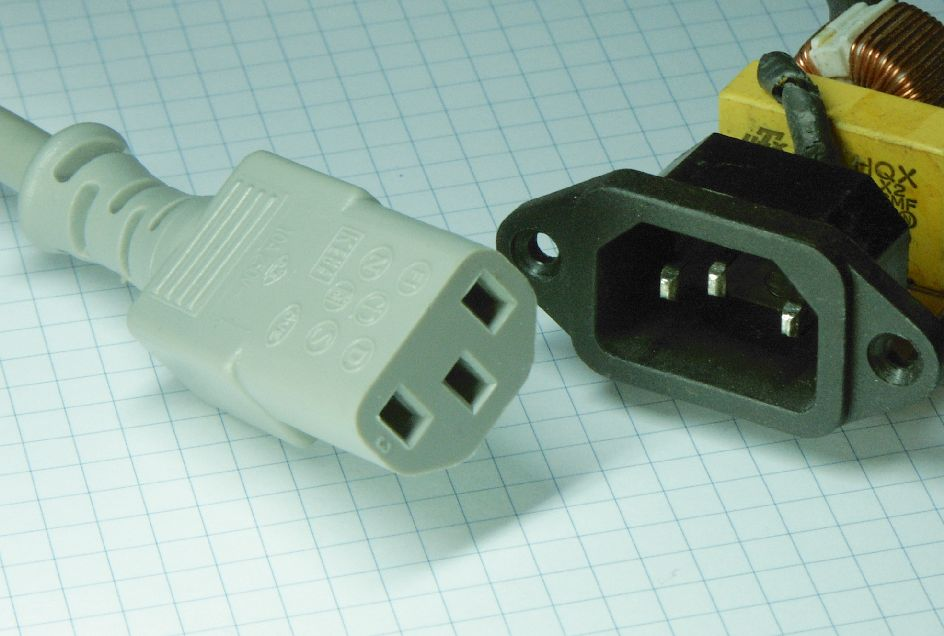
Cặp đầu nối kiểu CEE22